# 大アジア主義講演

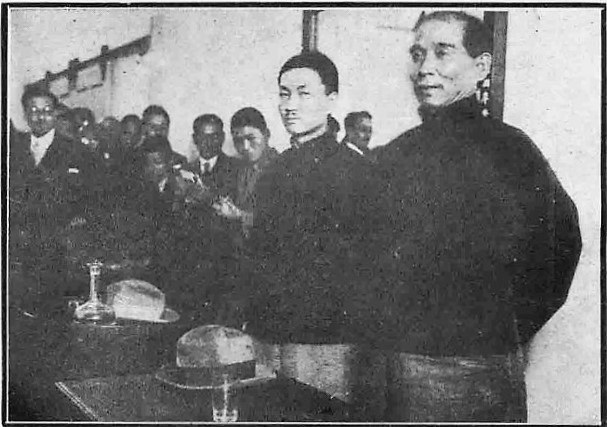
講演の様子

大アジア主義講演（だいアジアしゅぎこうえん）とは、1924年（大正13年）11月28日、孫文が神戸で頭山満と会談した翌日に行った講演。神戸商業会議所など5団体を対象として、現在の兵庫県庁の場所にあった県立神戸高等女学校講堂において行われた。
当時は録音設備も無いため速記などによって記録されたためか大阪毎日新聞、神戸新聞、民国日報（上海）などによって多少の違いが有るようである。
講演は中国語で行われ、随行した戴季陶によって日本語に通訳された。
この演説は東洋の王道、西洋の覇道を区分し、東洋の王道をたたえ、その先端を行く日本の近代化への賞賛と行き過ぎによる覇道への傾斜を非難したものとらえる見解が従来有力であった。しかし、近年では、この演説で収容所国家化しつつあったソビエトを、自身への援助開始のゆえにおべっか的に礼賛し、反面自身への支援をためらった日本への嫌味をつらねた孫文の独りよがりの見解にすぎなかったとする指摘もあらわれている（渡辺望『蒋介石の密使　辻政信』祥伝社新書　2013年)

## 関連文献
- 陳徳仁・安井三吉（編） 『孫文・講演「大アジア主義」資料集 - 1924年11月 日本と中国の岐路 - 』 法律文化社、1989年